# HLTV
 (juin 2018).
Si vous disposez d'ouvrages ou d'articles de référence ou si vous connaissez des sites web de qualité traitant du thème abordé ici, merci de compléter l'article en donnant les références utiles à sa vérifiabilité et en les liant à la section « Notes et références ».

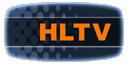
Logo du site au premier semestre 2003.

HLTV, anciennement Half-Life TV, est un site web d'actualités en rapport avec le jeu Counter-Strike et ses suites dont la plus récente, Counter-Strike 2. Le site offre des informations et des statistiques, et des forums sont aussi mis à dispositions des utilisateurs.
Il s'agit à la base d'un programme qui permet l'enregistrement de matchs sur des jeux vidéo basés sur le moteur d'Half-Life (GoldSrc), créé par Valve Software en 2001. Les jeux supportés comprennent Counter-Strike 1.6, Counter-Strike: Condition Zero, et Day of Defeat. Valve a ensuite étendu cette technologie aux jeux basés sur le moteur Source (SourceTV).

## Histoire

### Half-Life TV
Ce programme permet aux spectateurs qui assistent aux matchs d'accèder aux vues des joueurs de la carte et d'assister au déroulement de la compétition. Les spectateurs sont souvent intéressés par les championnats du monde et HLTV leur permet notamment d'assister à ces matchs comme s'ils y étaient. Le record du monde de connexion est d'environ 39 500 spectateurs simultanés pour les finales de la Cyberathlete Professional League en 2004.
HLTV est capable de soutenir plusieurs milliers d'utilisateurs à travers un système de chaîne hiérarchique où chaînage un HLTV principal soutient plusieurs secondaire-maîtres, et ces secondaire-maîtres soutiennent leurs propres secondaire-secondaire-maîtres, etc., jusqu'à ce que les nœuds au fond de cet arbre soutiennent les spectateurs directement. Plusieurs centaines de proxies HLTV ont supporté le visionnement des finales du championnat mentionné ci-dessus.
HLTV est généralement utilisé par toutes les ligues et événements en rapport avec Counter-Strike. Cette technologie est librement accessible au public, mais les gamers achètent souvent un serveur HLTV pour leur équipe pour pouvoir fournir la bande passante nécessaire pour des dizaines voir des centaines de spectateurs (La réservation gratuite de serveur HLTV, est rarement disponible aux États-Unis sauf pour les équipes professionnelles, est plus commune en Europe). Le but est de permettre aux fans de soutenir leur équipe en leur permettant de regarder les matchs ainsi que de critiquer les différentes tactiques employées par les joueurs.
HLTV permet également d'enregistrer (ou de créer des démos ou des rediffusions) des matchs. L'équipe ou n'importe qui d'autre peut alors revoir le match pour évaluer l'efficacité des stratégies, l'améliorer, ou simplement pour revoir les meilleurs moments.

### Histoire récente
En mars 2020, le site est racheté par Better Collective, un groupe spécialisé dans les paris sportifs, pour un montant estimé à 34,5 millions d'euros.

## Fonctionnalités
Le site est célèbre pour les statistiques qu'il recense, ainsi que par les articles qu'il fournit. Ces éléments en font le site de référence pour l'actualité sur la franchise Counter-Strike.
Depuis 2010, l'équipe du site HLTV propose un classement annuel (excepté en 2012) des 20 meilleurs joueurs professionnels de Counter-Strike.
En 2015, le site introduit un classement des meilleures équipes mondiales. L'algorithme de ce classement est basé sur les performances de chaque équipe au cours des douze derniers mois, les événements les plus récents ayant un poids plus important.